# 锡默斯费尔德
锡默斯费尔德是德国巴登-符腾堡州的一个市镇。总面积44.18平方公里，总人口2125人，其中男性1077人，女性1048人（2011年12月31日），人口密度48人/平方公里。